# Солнечный (Кривой Рог)
Солнечный — жилой микрорайон в Саксаганском районе города Кривой Рог, Украина.

## История
Район заложен в начале 1970-х годов. Изначально именовался как 6-й микрорайон.
Наибольшее развитие получил в 1980-х годах.

## Характеристика
Площадь 1500 м². Состоит из 50 высотных домов, в которых проживает 16 000 человек.
Расположены объекты социальной и культурной сферы. Богат на зелёные насаждения. На его территории находится городская больница № 2, более известная под названием «Тысячка». Станции скоростного трамвая Солнечная и Городская больница принимают все маршруты.